# Papiro 126
O Papiro 126  ({\displaystyle {\mathfrak {P}}}126) é um antigo papiro do Novo Testamento que contém fragmentos do capítulo onze da Epístola aos Hebreus (13:12-13.19-20).
O manuscrito foi anunciado pelo Papyrological Intitute na Florença em 2003. O texto do códex foi publicado em 2008. Em 2009, Claire Clivaz transmitiu-o ao Instituto do Novo Testamento Pesquisa Textual (INTF) e o manuscrito e foi catalogado na lista de INTF dos manuscritos de Novo Testamento.

## Referencias
1. ↑  Pubblicazioni della Società Italiana: Papiri Greci e Latini, Firenze: Le Monnier: Istituto papirologico "G. Vitelli", vol. 15, 2008.
2. ↑  Papyrus 126: A New Fragment of Hebrews at the Evangelical Textual Criticism
3. ↑  http://mjburgess.wordpress.com/2009/08/28/a-newly-discovered-nt-papyrus/